# Diadelia postalbomaculata
Diadelia postalbomaculata là một loài bọ cánh cứng trong họ Cerambycidae.